# Peterka József Sebestyén
Peterka József Sebestyén (1768. – Halas, Pest megye, 1825. december 23.) orvosdoktor, Kis-Kun megye rendes orvosa.

## Élete
Előbb a szombathelyi püspöki megyének növendékpapja volt; majd az orvosi pályára lépett, a Jász- és két kunkerületnek s különösen Kis-Kun megyének rendes orvosa és a pesti orvosi karnak tagja volt. 1805-ben került Halasra (ma Kiskunhalas), ahol haláláig működött.
Cikkei az Erneuerte Vaterländische Blätterben (1815. Statistische Daten von den Einwohnern in Klein-Kumanien im J. 1815); a Tudományos Gyűjteményben (1817. VII. A legalábbvaló széksó, fű- vagy fahamuból szappanlúgot haszonnal készíteni, XII. A hydrophobiáról az az a veszettségről való elmélkedések, 1818. VIII. Kis-Kún kerületnek, 1805-ik év jan. 1. napjától kezdvén, egész az 1817. decz. utolsó napjáig leírott statisztikai esmérete, 1823. XI. Elmefuttatás a keringő erőnek mivoltáról a természetben, 1824. III. A kertészkedésről való elmefuttatás, X-XII. A közönséges levegőről, annak mivoltáról, tulajdonságáról, különbféle levegő fajták kavarékjáról, az élő állatokba való befolyásáról vagy káráról, 1825. VIII. elmefuttatás az emberi elmének különbféle virgoncz munkáiról, tehetősségeiről, annak az emberi társaságba való befolyásáról és általjában a nevelés dolgáról, hathatósságáról, annak sokféle következéseikről).

## Emlékezete
Kiskunhalason utca viseli a nevét.

## Munkái
- Dissertatio anatomico-physiologica medico-chirurgica de morbis oculorum. Vácii, 1804.
- A fels. kir. magyar helytartói tanácsnak rendelésein épült közönséges egészséget tárgyazó rendszabásai. Uo. 1805.
- A közönséges szegénysorsú publicumhoz szólló egészséget tárgyazó oktató beszédje, mellyet hivataljának kezdetén világosságra bocsátott. Uo. 1805. (1000 példányban nyomatott.)
- Physiologia. Ex Hungarico in Latinum per... versa. Pestini, 1810. (Rácz Sámuel munkája.).
- Memoria virorum, de re medica optime meritorum. Uo. 1810.
- A tanuló és beteges emberekhez való tudósítása, t. i. hogy miképpen kellessék az egészségnek fenntartására és visszaállítására vigyázni. Tissot M. P. után németből ford. P. J. S. Uo. 1810.
- A bábamesterséget tárgyazó katechismus, az az: kérdésekbe és feleletekbe foglalt oktatás, az együgyűbb és falusi bábaasszonyoknak, nemkülönben minden renden levő asszonyságoknak és falusi bábáskodó seborvosoknak a számára, közhaszonra kidolgozott és elkészített. Uo. 1814.
- Értekezés az orvosi tudomány kezdetéről, annak díszéről és a polgári társaságba való hasznos befolyásáról orvosoknak és nem orvosoknak a számára. Uo. 1824.
- A díszes nőtelenségről és annak megtartása módjáról. Uo. 1824.